# اوریا گلاوا
اوریا گلاوا (به صربی: Orlja Glava) یک منطقهٔ مسکونی در صربستان است که در کرالیفو واقع شده‌است.